# 琉球エキスプレス
琉球エキスプレス（りゅうきゅうエキスプレス）は、マルエーフェリーが運航していたフェリー。

## 概要
ニューあかつきの代船としてヤマニシで建造され、2003年2月に阪神 - 沖縄航路に就航した。本船の就航によりニューあかつきは鹿児島航路へ転配された。鉄道建設・運輸施設整備支援機構の共有建造制度を利用して建造された鉄道・運輸機構との共有船である。
本船は就航から一貫して阪神航路に配船されているが、阪神航路は離島住民の少子高齢化、格安航空会社の新規参入などにより乗船客が減少、将来的な旅客需要も見込めず、早急に航路の収支改善を図る必要があることから、旅客輸送を行わないRORO船による運航への転換が決定され、本船は2017年10月10日に運航を終了。本船の代船として「琉球エキスプレス5」が建造され10月12日より東京航路に就航、阪神航路には従来東京航路に配船されていた「琉球エキスプレス2」が10月11日より就航する。その後、本船は韓国に売却され「ARION JEJU」に改名した。

### 就航航路
阪神航路
- 神戸港（六甲船客T） - 大阪港（南港沖縄定航埠頭） - 奄美大島（名瀬港新港地区） - 徳之島（亀徳港） - 沖永良部島（和泊港） - 与論島（与論港） - 那覇港（新港ふ頭）

月間6往復から7往復のダイヤで運航される。うち2往復は、徳之島と沖永良部島には寄港しない。与論島は臨時寄港のみで通常は寄港しない。
標準ダイヤでは、下り便は神戸出港が1日目14時、名瀬入港が2日目21時40分、那覇入港が3日目8時30分で所要時間は42時間30分、上り便は那覇出港が1日目16時、名瀬入港が2日目3時30分、神戸入港が3日目10時で所要時間は42時間となっている。
2006年10月までは、宮崎港に寄港していた。

## 設計
船首右舷と船尾両弦にランプウェイを装備する。本船はトラック、乗用車のほか、コンテナもロールオン・ロールオフ方式で車両甲板に搭載する。

## 船内
旅客定員800名のニューあかつきに対して、本船は240名と旅客定員が3分の1以下に削減された。予約制となっており、繁忙期などに予約が無い場合は乗船できないことがある。長距離航路であるが、レストランは設置されておらず、供食設備は自動販売機（食品・飲料）のみとなっている。
高齢者、身体障害者等の公共交通機関を利用した移動の円滑化の促進に関する法律（交通バリアフリー法）に基づいて作成された鉄道・運輸機構の旅客船バリアフリー設計マニュアルに準拠したバリアフリー高度化船である。通常の船内設備に加えて、高齢者や身障者に対応した客室、多機能トイレ、車いす対応エスカレーター、エレベーターなどのバリアフリー設備を備える。

### 船室
| 等級                 | 部屋数  | 定員  | 設備                                     |
| -------------------- | ------- | ----- | ---------------------------------------- |
| デラックス（1等）    | 2名×2室 | 4名   | ツインベッド、シャワー・トイレ・テレビ付 |
| キャビンA（2等寝台） | 4名×2室 | 8名   | 2段ベッド4名、洗面台付                   |
| キャビンA（2等寝台） | 6名×3室 | 18名  | 2段ベッド4名、和室2名、洗面台付          |
| キャビンB（2等洋室） | 8名×5室 | 40名  | 2段ベッド8名                             |
| キャビン（2等和室）  | 2室     | 170名 | マット                                   |

### 設備
パブリックスペース
- 案内所
- エントランスホール
- 展望室

供食・物販設備
- 自販機コーナー

入浴設備
- シャワー室

娯楽設備
- ゲームコーナー

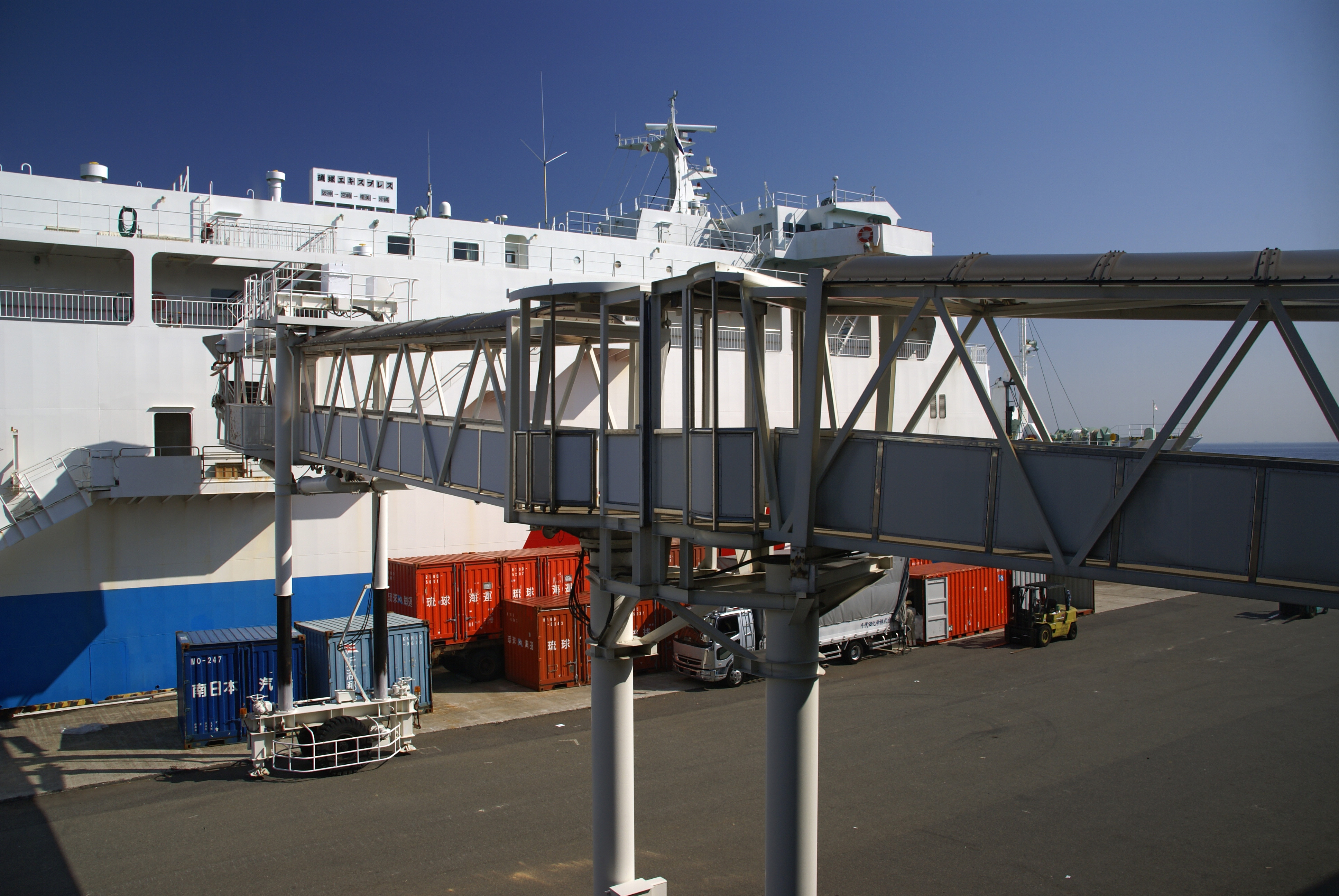
六甲船客ターミナル
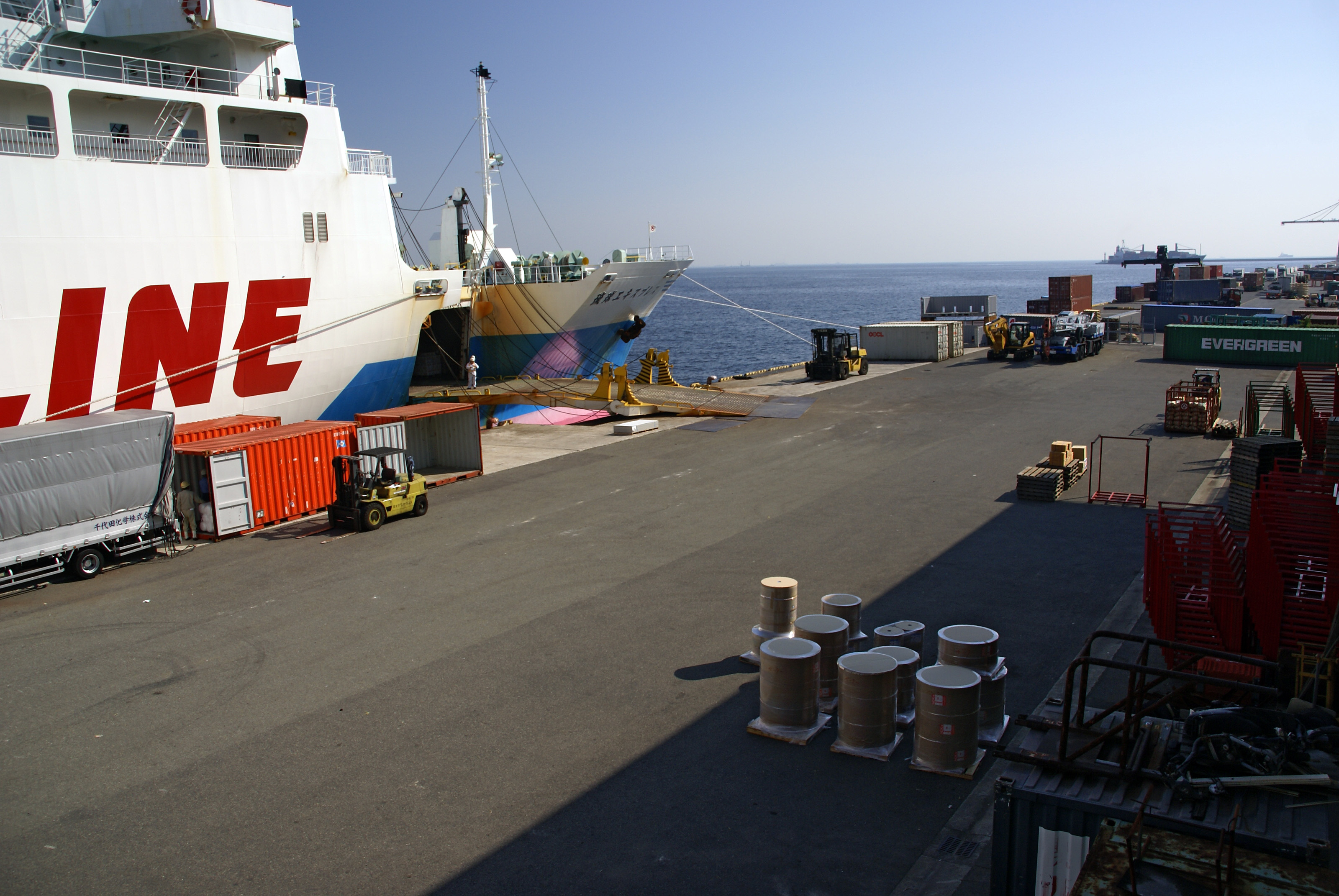
六甲船客ターミナル
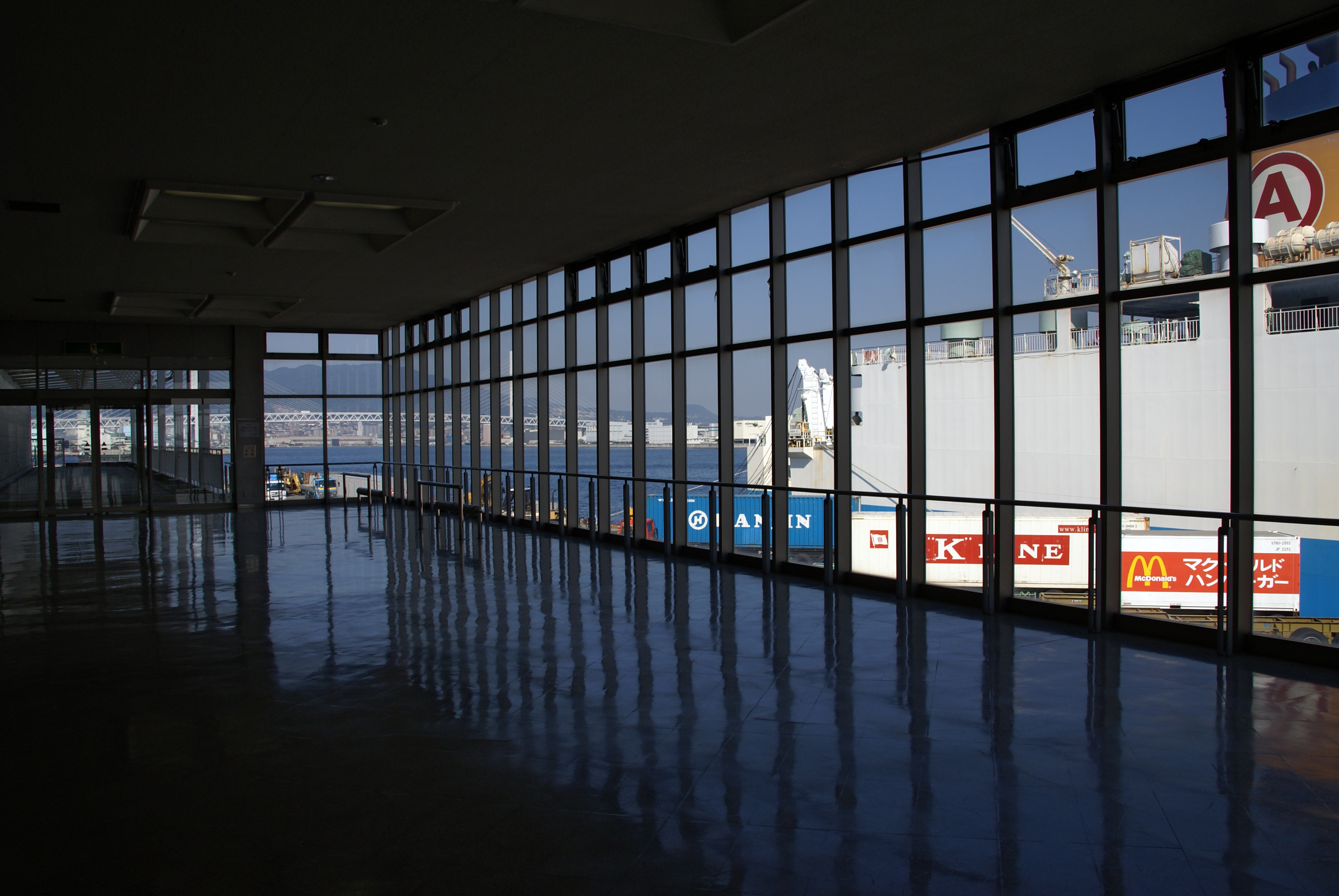
六甲船客ターミナル
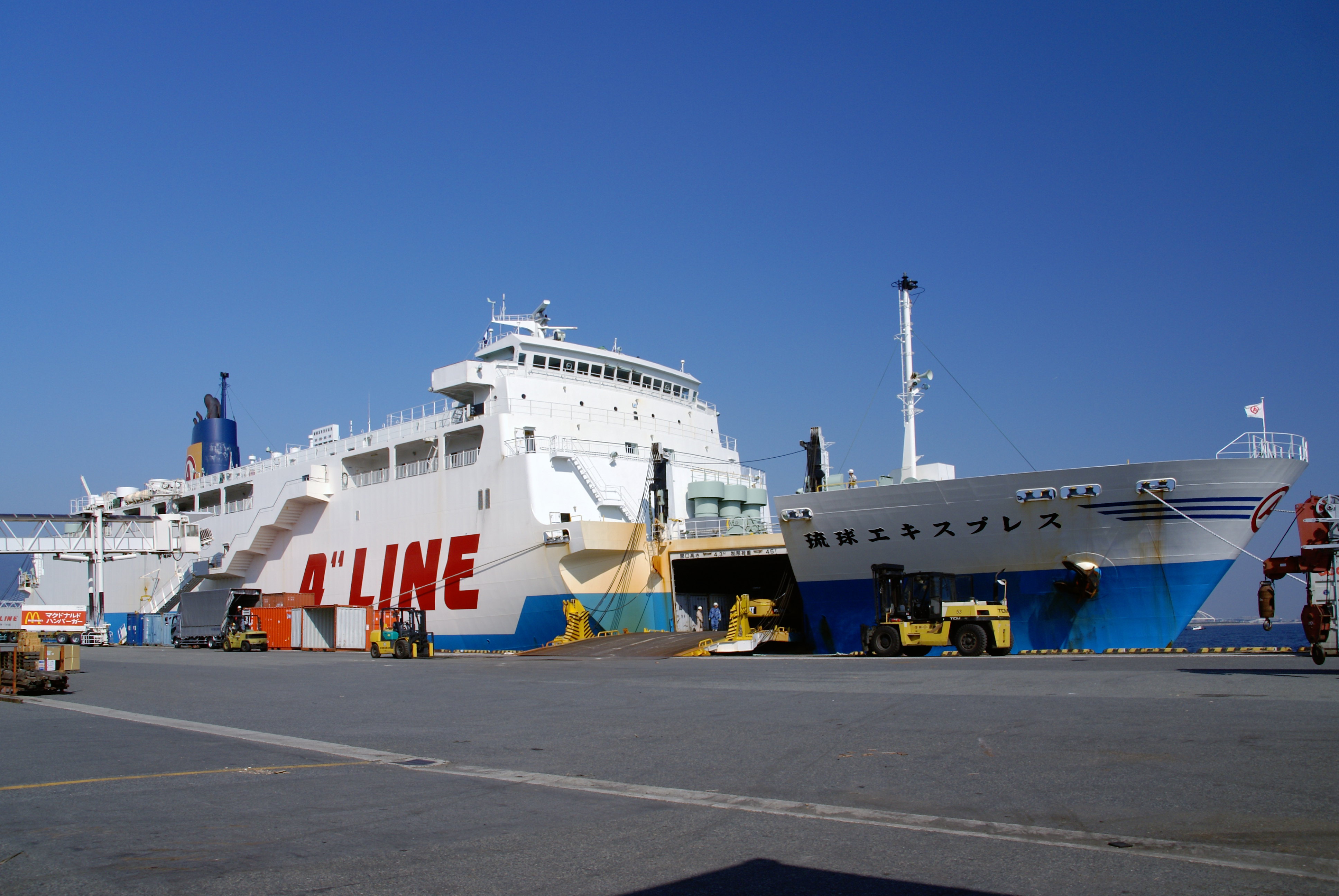
六甲船客ターミナル
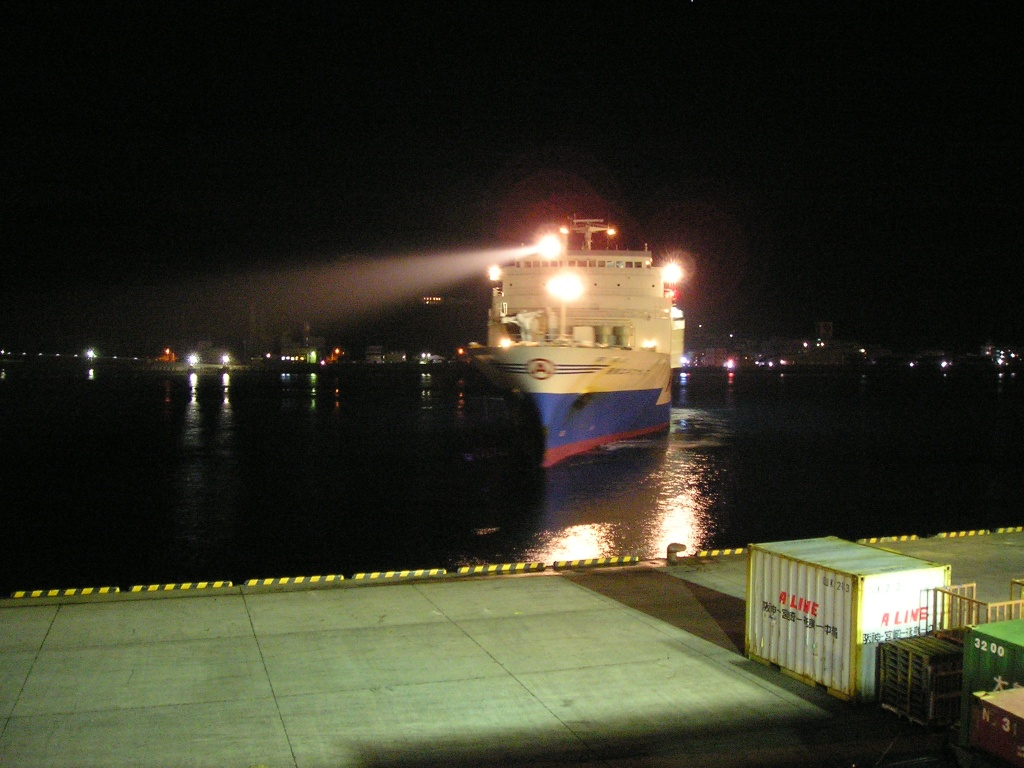
名瀬港への入港
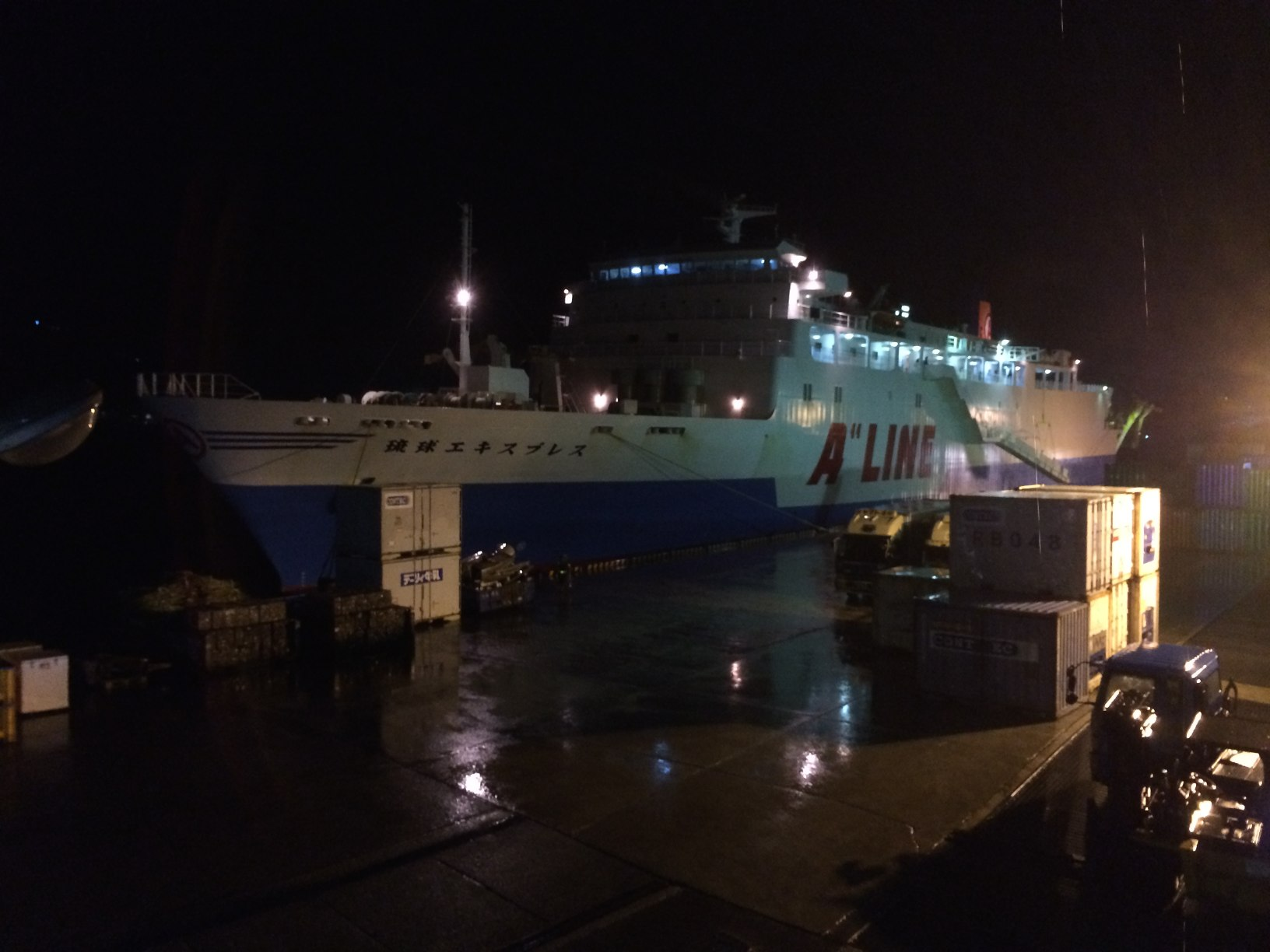
名瀬港での荷役

## 事故・インシデント

### 漁船との衝突
2012年6月18日、4時30分ごろ、名瀬港から大阪南港へ向かって航行していた本船は、大阪湾東部の阪南港阪南2区北防波堤灯台から西北西5.3海里の地点で、阪南港から神戸空港沖の漁場へ向かっていた船びき網漁船住吉丸と衝突した。衝突により琉球エキスプレスは右舷船首部および右舷外板に擦過傷、住吉丸は従船の左舷船首部に割損および漁労設備などに損傷を生じた。事故の主因は、琉球エキスプレスが前方を横切る住吉丸の進路を回避しなかったこと、また、住吉丸の動静監視が不十分で警告を行わず、衝突回避の協力動作をとらなかったことも一因とされた。運航基準では、船長が操船指揮を行わなければならない海域であったが、事故発生時は操船指揮を一等航海士に任せていた。